# Strypleken
Strypleken är känd under flera namn och finns i flera varianter, grunden är dock att man hindrar blodtillförseln till hjärnan tills personen svimmar. Media har uppmärksammat denna "lek" flera gånger efter att deltagare avlidit.

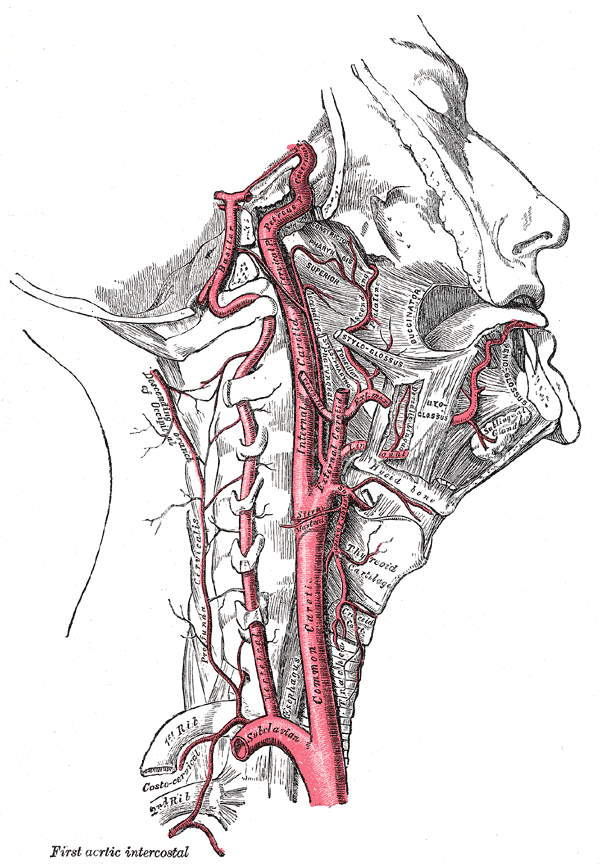
A. Carotis.

## Bakgrund
Leken har flera namn bland annat "Mellan Himmel och Jord", the Choking game eller America Dream Game. Ursprunget är oklart, men den har funnits över 20 år och i flera länder. Det finns olika variationer på leken, och den kan genomföras för hand eller med något repliknande föremål. Ibland genom hårda "björnkramar" eller hyperventilation.

## Skador
Strypleken är en extremt farlig lek som innebär att deltagaren stryper sig själv eller en annan deltagare för att få en kick, som ibland kan bli beroendeframkallande. Detta sker när hjärnans syretillförsel minskar genom tryck på halsens artärer (karotis) och vener, men även när strypningen upphör och syrefyllt blod åter strömmar till hjärnan.
Risken för skador är stor. Medvetslöshet kan förekomma på några sekunder och kan leda till bestående hjärnskada till följd av celldöd, men även blödningar i ögon, frakturer på struphuvudet eller hjärtstillestånd.
Att strypa sig själv till döds anses näst intill omöjligt, men på senare år har användning av till exempel rep eller bälten ökat antalet dödsfall i världen.
Leken växlar i popularitet. Det har blivit populärt att filma när leken utförs. Filmerna läggs senare ut på Youtube. Föräldrar har oftast ingen aning om att leken finns. De varningstecken som finns på att någon lekt kan vara: blodsprängda ögon, huvudvärk, blåmärken eller röda märken på halsen efter rep eller liknande föremål.